# Dropkick on My Devil!
Дропкик злого духа - (Яп. 邪神ちゃんドロップキック) японская манга, написанная и проиллюстрированная Yukiwo. Манга начала публиковаться в веб-журнале Comic Meteor издательства Flex Comix в апреле 2012 года. По состоянию на июнь 2025 года было выпущено двадцать пять томов.

## Сюжет
Ведьма и студентка колледжа по имени Ханадзоно Юрине вызывает ламию Джашин («Злой Бог») из Ада. Не имея возможности вернуться в Ад самостоятельно, Джашин проводит каждый день в безуспешных попытках убить Юрине, одновременно проводя время с ней и различными знакомыми из Рая и Ада.

## Персонажи
- Юрине Ханазону (яп. 花園 ゆりね Ханазоно Юрине) / - Человек, вызвавший Джашина на Землю. Она неустанно жестоко нападает на Джашина в качестве наказания за свои действия, но в целом добра к другим. Будучи единственным человеком среди главных героев, Юринэ часто выступает в роли голоса разума и аватара аудитории, саркастически комментируя глупые выходки окружающих ее персонажей.

Сэйю: Ничика Омори
- Джашин (яп. 邪神ちゃん) / - Эгоистичная ламия, призванная из Ада Юрине. Обладает регенеративными способностями, что позволяет ей восстанавливаться после любого кровавого наказания, которое наносит Юрине. Хотя кажется, что Джашин — абсолютно безнравственная девушка, которая манипулирует Медузой или издевается над Пеколой без каких-либо сожалений, в глубине души она способна на добрые дела и ценит своих близких друзей. Однако, как отмечает Юрине, Джашин смущается этого и пытается скрыть хорошие черты своей личности из-за своей натуры цундэрэ.

Сэйю: Айна Судзуки
- Медуза (яп. メデューサ) / - горгона из Ада, которая является близкой подругой Джашина, несмотря на то, что последняя видит в ней скорее живой банкомат. Она и Джашин довольно близки, до такой степени, что их отношения оставляют у Юрине ощущение «отношений мальчика и девочки», причем Джашин часто ведет себя как безнравственный муж, который постоянно манипулирует своей «женой» Медузой ради денежной выгоды. В то же время нежная сторона Медузы позволяет ей обнаружить скрытую хорошую сторону Джашина, что позволяет им оставаться самыми близкими людьми и регулярно подчеркивать их крепкие связи и взаимозависимость. Находясь на улице, она носит на голове бумажный пакет, чтобы случайно не превратить людей в камень.

Сэйю: Мию Кубота
- Пекола (яп. ぺこら) / - ангел, потерявшая нимб и застрявшая на Земле. Она часто голодает из-за отсутствия денег, но также несколько дерзко принимает доброту от Юрине, так как считает её ведьмой. Позже ее дразнят, часто называя «Тадзири», и люди предполагают, что это ее фамилия, так как это имя на купальнике, который она одолжила у коллеги.

Сэйю: Юрие Козакай
- Минос (яп. ミノス) / - минотавр , который доставляет молоко, дружит с Джашином и живет рядом с квартирой Юрине. Несмотря на то, что она основана на корове, она не стесняется есть говядину.

Сэйю: Тиака Омигава
- Попорон (яп. ぽぽろん) / - бывшая подчиненная Пеколы, которая стремится убить Пеколу, чтобы занять ее место в качестве полноценного ангела. Однако она теряет свои силы после того, как Джашин съедает ее нимб, и начинает работать и в качестве работника магазина рамэн, и в качестве идола.

Сэйю: Рико Сасаки
- Персефона II (яп. ペルセポネ2世) / - Демон, которая спустилась на Землю, чтобы найти Джашин-чан. Ходячая шутка заключается в том, что она и Джашин-чан были рядом друг с другом несколько раз, но никогда не замечали присутствия друг друга. Она дочь бога подземного мира, Аида и Персефоны. Позже она живет с Миносом.

Сэйю: Рихо Иида
- Персефона (яп. ペルセポネ) / - Учительница Джашин и мать Персефоны II, которая осталась на Земле, чтобы изучать человеческую культуру. В настоящее время работает в приюте.

Сэйю: Мисаэ Комори
- Мэй Татибана (яп. 橘 芽依) / - легкомысленная полицейская, которая влюбляется в Джашин с первого взгляда и пытается забрать ее себе. Она называет Джашин «Орочимару» и часто приносит домой все, что считает милым.

Сэйю: Нацуко Хара
- Юса (яп. 遊佐) / - онни, которая присматривает за своей младшей сестрой Кодзи и продает ледяную стружку.

Сэйю: Казуса Аранами
- Кодзи (яп. 浩二) / - Младшая сестра Юсы, которую Джашин прозвал Кори-тян (氷ちゃん). Ее кровь производит сироп со вкусом клубники, а ее моча производит сироп со вкусом лимона. У нее лицо крота , она не может говорить и была похищена Мэй несколько раз.

Сэйю: Мико Тэрада